# Preistoria della Corea
La Corea preistorica è un'era dell'esistenza umana svoltasi nella penisola coreana per la quale non rimangono documenti scritti. 

## Preistoria geologica
La preistoria geologica è la parte più antica della storia della Corea. Le rocce più antiche risalgono al Precambriano.

## Paleolitico

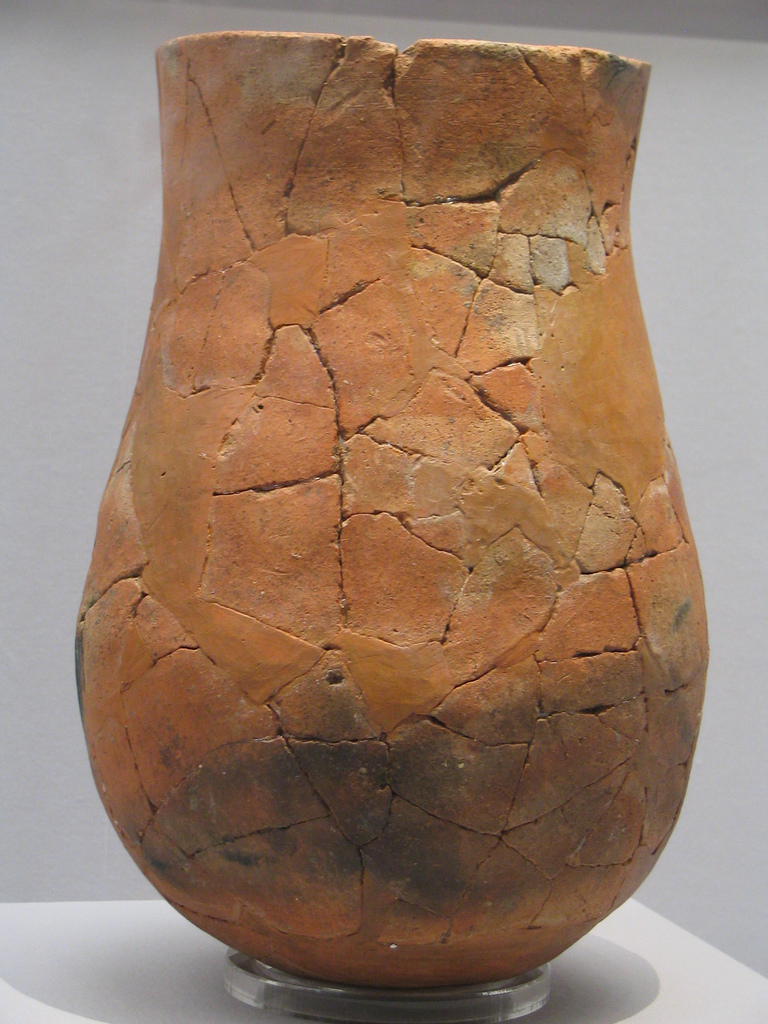
Giara con alto collo dall'apertura svasata

Le origini di questo periodo risalgono al periodo nel quale i primi ominidi entrarono in Corea, probabilmente circa nel 500.000 a.C. Se l'antichità degli ominidi fosse realmente di 500,000 aev, si potrebbe supporre la presenza di Homo erectus nella penisola coreana.
Durante il medio paleolitico ominidi scavarono in grotte presso il sito Jeommal vicino a Jecheon e nel sito Durubong presso Cheongju. Da queste due grotte sono stati rinvenuti fossili di Rhinoceros, orsi delle caverne e numerosi cervi (Pseudaxi gray), tutte specie estinte nei luoghi di ritrovamento.

## Neolitico
La più antica ceramica coreana conosciuta risale intorno all'8000 a.C. o a prima; e testimonianze della mesolitica cultura della ceramica a pettine o ceramica di Yungimun si trovano in tutta la penisola. Un esempio di un sito dell'era di Yungimun è quello di Gosan-ni a Jeju-do. La ceramica di Jeulmun o con motivo a pettine si trova dopo il 7000 a.C. e la ceramica con motivi a pettine su tutto il vasellame si trova concentrata presso siti nella Corea centro-occidentale tra il 3500-2000 a.C., un'epoca in cui esistevano numerosi insediamenti come Amsa-dong (암사동). La ceramica di Jeulmun presenta somiglianze nei motivi e nelle forme essenziali con la cultura Jōmon in Giappone e con quella della provincia marittima russa, della Mongolia e dei bacini dei fiumi Amur e Songhua della Manciuria.